# Mimosa leiocarpa
Mimosa leiocarpa är en ärtväxtart som beskrevs av Dc. Mimosa leiocarpa ingår i släktet mimosor, och familjen ärtväxter. Inga underarter finns listade i Catalogue of Life.